# Separazione ATC

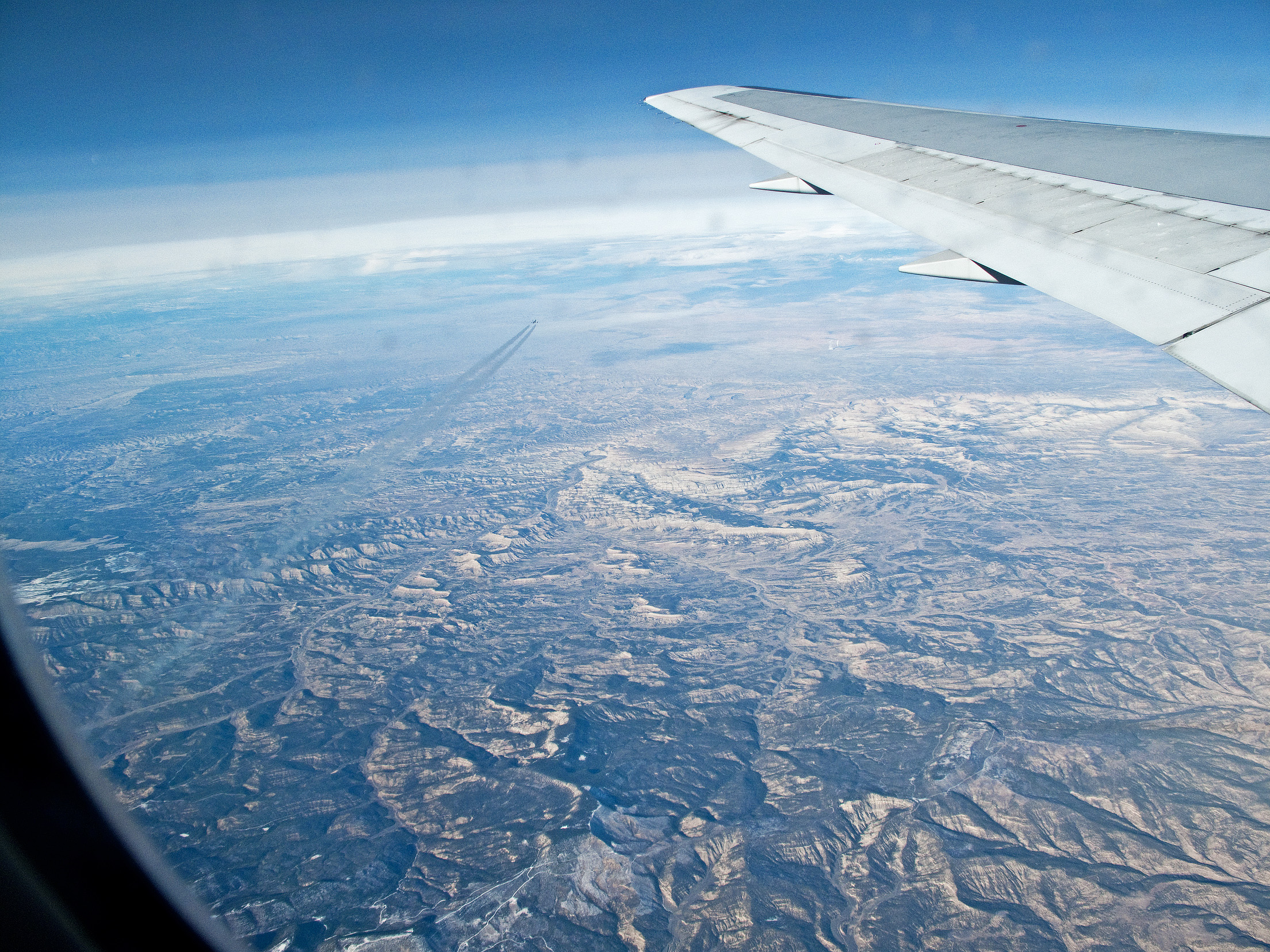
Esempio pratico di separazione ATC. Sotto l'ala sinistra dell'aeroplano in primo piano si scorge la scia di un altro traffico separato verticalmente di quota.

La separazione ATC è una procedura del controllo del traffico aereo (abbreviato in ATC) applicata da personale controllore per prevenire le collisioni tra aeromobili che operano in particolari condizioni o all'interno di specifici spazi aerei.

## Applicazione
I controllori del traffico aereo devono applicare procedure standard per garantire le separazioni ATC:
1. tra tutti i voli negli spazi aerei di classe A e B;
2. tra tutti i voli condotti secondo le regole del volo strumentale (IFR) negli spazi aerei di classe C, D, E;
3. tra voli IFR e voli condotti secondo le regole del volo a vista (VFR) negli spazi aerei di classe C;
4. tra voli IFR e quelli in VFR speciale;
5. tra i voli che operano in VFR speciale, quando così prescritto dalla competente autorità aeronautica nazionale.

## Tipologie
Le separazioni ATC sono garantite grazie all'applicazione di almeno una delle seguenti tecniche:
1. separazione verticale;
2. separazione orizzontale che si divide in;
  - separazione laterale;
  - separazione longitudinale;
3. separazione nei circuiti di attesa;
4. separazioni radar.

### Separazione verticale
Tale separazione si applica assegnando ad aeromobili quote di volo differenti nominalmente di almeno 1000 ft al di sotto di FL 290. Agli aeromobili in volo al di sopra di FL 290 deve essere garantita invece una separazione minima di almeno 2000 ft, questo in considerazione del fatto che la rarefazione dell'atmosfera ad alte quote, rende le indicazioni barometriche meno precise e che quindi gli aeromobili potrebbero non mantenere esattamente la quota indicata dall'altimetro. La separazione al di sopra di FL 290 fino a FL 410 può invece essere ridotta a 1000 ft nominali se gli aeromobili hanno un equipaggiamento RVSM (Reduced vertical separation minima) e se la nazione sorvolata prevede tale possibilità.
Un aeromobile può essere autorizzato dall'Ente ATC competente ad impegnare un livello precedentemente occupato da un altro traffico solo dopo che quest'ultimo abbia riportato di averlo liberato, a meno che non si debbano applicare particolari accortezze a causa di fenomeni di turbolenza atmosferica o in considerazione del maggiore rateo di salita o di discesa del secondo aeromobile rispetto al primo.
Assegnando le quote per l'applicazione della separazione verticale, il controllore del traffico aereo deve considerare che gli aeromobili, lungo la rotta, potrebbero aver necessità di alzarsi di quota per mantenere la distanza di sicurezza dagli ostacoli e dal terreno, nel rispetto della Minimum Enroute Altitude o del Minimum Enroute Level.

### Separazione laterale
La separazione laterale è una delle due tecniche ricadenti all'interno della separazione orizzontale. Si ottiene istruendo gli aeromobili mantenersi lungo rotte o su aree geografiche adeguatamente distanziate. Le istruzioni impartite vengono seguite dal pilota grazie all'ausilio delle indicazioni di radioassistenze o con il metodo della navigazione d'area oppure, per quanto riguarda i voli VFR, con la navigazione a vista. A titolo d'esempio, due aeromobili si considerano lateralmente separati quando:

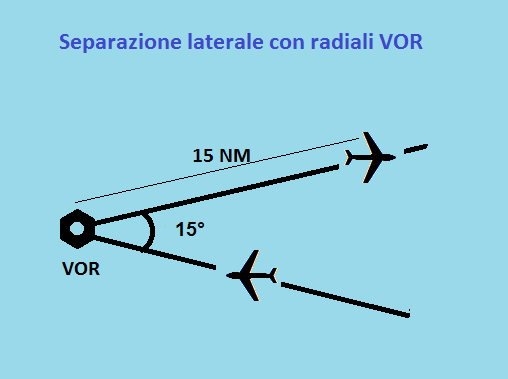
Applicazione della separazione laterale con l'ausilio di un VOR

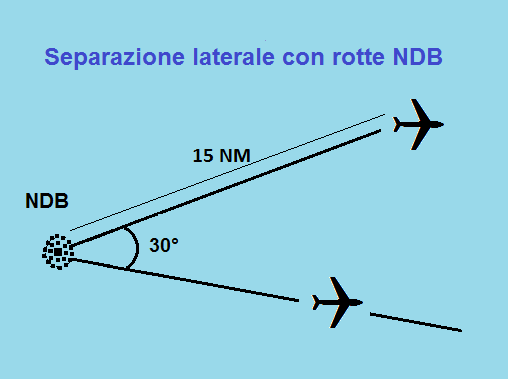
Applicazione della separazione laterale con l'ausilio di un NDB

- entrambi siano stabilizzati su radiali dello stesso VOR divergenti di almeno 15° ed almeno uno dei due sia ad una distanza non inferiore a 15 NM dalla radioassistenza;Applicazione della separazione laterale con l'ausilio di un VOR

- entrambi siano stabilizzati su rotte da o verso (to o from) lo stesso NDB divergenti di almeno 30° ed almeno uno dei due sia ad una distanza non inferiore a 15 NM dalla radioassistenza;Applicazione della separazione laterale con l'ausilio di un NDB

- entrambi siano stabilizzati su rotte intersecantesi con un angolo di almeno 45° con il vertice coincidente su di uno specifico punto di riporto (Fix), entrambi siano in allontanamento dal punto ed almeno uno dei due sia ad una distanza non inferiore a 15 NM dall'intersezione delle rotte.Applicazione della separazione laterale in allontanamento da un Fix

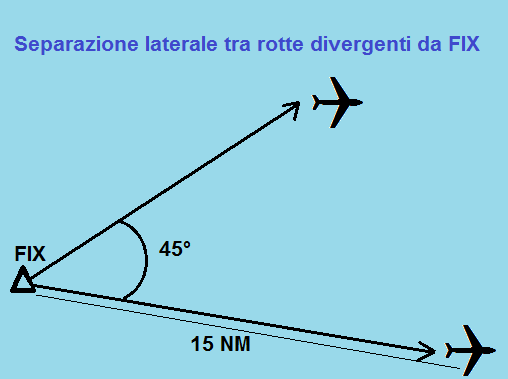
Applicazione della separazione laterale in allontanamento da un Fix

La separazione laterale tra aeromobili in volo lungo una Rotta Standard Strumentale di Partenza o una Rotta Standard di Arrivo si acquisisce su specifici punti determinati a seguito di appositi calcoli.

### Separazione longitudinale
La separazione longitudinale è la seconda ed ultima tecnica ricadente nella categoria della separazione orizzontale. Si ottiene mantenendo un intervallo espresso in termini di tempo (minuti) o di distanza (NM), tra gli aeromobili che operano lungo la stessa rotta, su rotte convergenti, o su rotte reciproche. Nell'applicare tale separazione si deve prestare particolare attenzione affinché la differenza tra le rispettive velocità non porti ad eccessive riduzioni delle minime di sicurezza; in questo caso si dovranno richiedere ai piloti interessati di operare opportune variazioni di velocità.
L'applicazione della separazione longitudinale si basa sulla convenzione che due aeromobili:
- siano sulla stessa rotta se rivolti nella stessa direzione e qualora la differenza delle loro rotte sia minore di 45° o maggiore di 315°;
- siano su rotte reciproche se rivolti in direzione opposta e qualora la differenza delle loro rotte sia maggiore di 135° ma minore di 225°;
- siano su rotte convergenti in tutti gli altri casi.

Con queste premesse, nei successivi paragrafi si descrivono le varie casistiche.

#### Aeromobili sulla stessa rotta
Due aeromobili sulla stessa rotta si considerano longitudinalmente separati quando la distanza tra di loro, espressa in termini di tempo, è uguale o superiore a:
- 15 minuti; oppure
- 10 minuti, se l'accuratezza delle radioassistenze disponibili consenta di appurare con precisione la loro posizione e velocità; oppure
- 5 minuti nei seguenti casi e purché l'aeromobile che precede stia mantenendo una TAS non inferiore di 20 Kts rispetto a quella del successivo:
  1. tra aeromobili decollati dallo stesso aerodromo;
  2. tra aeromobili in rotta che abbiano riportato la loro posizione sul medesimo Fix;
  3. tra un aeromobile in decollo ed uno in rotta dopo che quest'ultimo abbia riportato di essere su di un Fix la cui posizione assicuri la separazione di 5 minuti allorquando quello in partenza avrà anch'esso sorvolato tale Fix.
- 3 minuti nei casi previsti al precedente alinea, purché l'aeromobile che precede stia mantenendo una TAS non inferiore di 40 Kts rispetto a quella del successivo.

Qualora due aeromobili sulla stessa rotta utilizzino per la navigazione la medesima stazione DME o lo stesso waypoint, la minima separazione applicabile tra di loro, espressa in termini di distanza è di 20 NM, che può essere ulteriormente ridotta a 10 NM purché l'aeromobile che precede stia mantenendo una TAS non inferiore di 20 Kts rispetto a quella del successivo.

#### Aeromobili su rotte convergenti
Due aeromobili su rotte convergenti si considerano longitudinalmente separati quando la distanza, espressa in termini di tempo, è uguale o superiore a:
- 15 minuti dal punto di intersezione delle rotte; oppure
- 10 minuti, se l'accuratezza delle radioassistenze disponibili consenta di appurare con precisione la loro posizione e velocità.

Qualora due aeromobili su rotte convergenti con angolo inferiore a 90° utilizzino per la navigazione la medesima stazione DME o lo stesso waypoint, la minima separazione applicabile tra di loro, espressa in termini di distanza è di 20 NM, che può essere ulteriormente ridotta a 10 NM purché l'aeromobile che precede stia mantenendo una TAS non inferiore di 20 Kts rispetto a quella del successivo.

#### Aeromobili su rotte reciproche
Due aeromobili su rotte reciproche devono essere mantenuti verticalmente separati da 10 minuti prima fino a 10 minuti dopo l'orario in cui si stima che i due aeromobili si sorvoleranno, a meno che informazioni acquisite (ad esempio ottenute direttamente dai piloti) non abbiano appurato che il sorvolo sia già avvenuto.
Qualora due aeromobili su rotte reciproche utilizzino per la navigazione la medesima stazione DME o lo stesso waypoint, possono attraversarsi i reciproci livelli dopo che si siano sorvolati l'un l'altro e la loro distanza sia di almeno 10 NM.

### Separazione nei circuiti di attesa

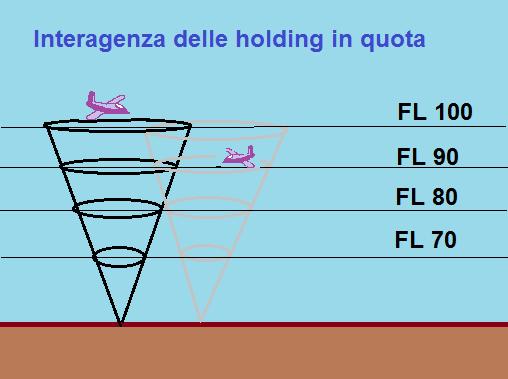
Interagenza delle aree di attesa in quota

Gli aeromobili che mantengano circuiti di attesa adiacenti devono essere mantenuti a livelli differenti, ossia separati verticalmente. Tale separazione può essere disapplicata solo qualora appositi studi abbiano verificato che le due aree non interferiscano tra di loro e fino a quali quote. Infatti, poiché i circuiti di attesa si allargano orizzontalmente man mano che si sale di quota, in considerazione del fatto che il segnale dalle radioassistenze su cui essi sono attestati tende anch'esso ad estendersi con la quota, dei circuiti adiacenti possono non interagire a bassi livelli e invece sovrapporsi a quote più elevate..

### Separazioni radar
La separazione radar si ottiene istruendo gli aeromobili identificati e sotto controllo a assumere prue magnetiche oppure a ridurre o aumentare la velocità affinché la posizione degli aeromobili rappresentati sullo schermo radar non sia inferiore a:
- 5 NM;
- 3 NM qualora la copertura radar ed i sistemi utilizzati siano verificati come idonei;
- 2,5 NM tra successivi aeromobili che siano stabilizzati sul tratto finale di una procedura di avvicinamento strumentale entro 10 NM dalla fine della pista. Tale possibilità, soggetta a condizioni aggiuntive, deve essere opportunamente verificata e riportata nelle pubblicazioni informazioni aeronautiche.

## Aumento delle minime separazioni

### Eventi contingenti
Separazioni maggiori delle minime prescritte devono essere applicate per esigenze di sicurezza in circostanze contingenti eccezionali, nei confronti di aeromobili soggetti, ad esempio, ad atti illegali a bordo o avarie ai sistemi di navigazione. Tali precauzioni devono essere applicate con giudizio al fine di evitare eccessive congestioni di traffico.

### Turbolenza di scia
Indipendentemente dalla metodologia di separazione adottata, agli aeromobili, nelle fasi finali dell'avvicinamento per l'atterraggio o immediatamente successive al decollo, deve essere garantito un sequenziamento che tenga conto della turbolenza di scia generata da un grande aeromobile a danno di un successivo aeromobile di grandezza inferiore. Questo sequenziamento minimo deve essere garantito anche nel caso in cui altre metodologie di separazione consentissero distanze inferiori.
Lo spaziamento minimo per turbolenza di scia è espresso in termini di NM (miglia nautiche) per aeromobili sotto controllo radar e deve essere tenuto in considerazione tra aeromobili lungo la stessa rotta o su rotte convergenti ad una distanza verticale inferiore ai 1000 ft, oppure in atterraggio sulla stessa pista o su piste parallele ad una distanza verticale inferiore a 2500 ft:
- aeromobile HEAVY che preceda un HEAVY, 4 NM;
- aeromobile HEAVY che preceda un MEDIUM, 5NM;
- aeromobile HEAVY che preceda un LIGHT, 6 NM;
- aeromobile MEDIUM che preceda un LIGHT, 5 NM.

Lo spaziamento minimo per turbolenza di scia è espresso in termini di tempo per aeromobili non sottoposti a controllo radar così come di seguito indicato.
- Tra aeromobili in arrivo:
  1. un aeromobile HEAVY che preceda un MEDIUM, 2 minuti;
  2. un aeromobile HEAVY che preceda un LIGHT, 3 minuti;
  3. un aeromobile MEDIUM che preceda un LIGHT, 3 minuti;
- Tra aeromobili in decollo dalla stessa pista, da piste parallele distanti meno di 760 m o da piste intersecantesi:
  1. un aeromobile HEAVY che preceda un MEDIUM o un LIGHT, 2 minuti;
  2. un aeromobile MEDIUM che preceda un LIGHT, 2 minuti.
- Tra aeromobili in decollo da punti intermedi della stessa pista o di piste parallele distanti meno di 760 m:
  1. un aeromobile HEAVY che preceda un MEDIUM o un LIGHT, 3 minuti;
  2. un aeromobile MEDIUM che preceda un LIGHT, 3 minuti.

## Riduzioni delle minime separazioni
Le separazioni standard possono esser ridotte nei seguenti casi:
- Negli spazi aerei di classe D e E, durante le ore di luce diurna e in condizioni meteorologiche idonee (VMC), il pilota di un Volo IFR può richiedere l'attraversamento di livelli di volo occupati da altro traffico, provvedendo autonomamente alla propria separazione.[2]

- Nelle zone ove viene applicata la procedura RVSM, tra gli aeromobili debitamente equipaggiati con sistemi altimetrici di precisione e ridondanti, la separazione verticale può essere ridotta a soli 1000 ft nelle fasce di livelli comprese tra FL 290 e FL 410.[3]
- Nelle vicinanze di un aerodromo nelle seguenti circostanze:[6]
  1. quando un controllore da una torre di controllo del traffico aereo ha in vista tutti gli aeromobili interessati e può garantirne un'adeguata separazione;
  2. quando i piloti degli aeromobili interessati dichiarano di avere in vista gli altri e di poter assicurare un'adeguata separazione;
  3. quando il pilota di un aeromobile che ne segua un altro, riporta di avere in vista il primo e di poter mantenere un'adeguata separazione.
- La minima separazione radar di 5 NM può essere ridotta tra aeromobili che stiano effettuando operazioni simultanee su piste parallele, purché siano rispettati specifici criteri stabiliti dall'appropriata autorità aeronautica.[6]